# Переводы книги Чарлза Дарвина «Происхождение видов» на русский язык

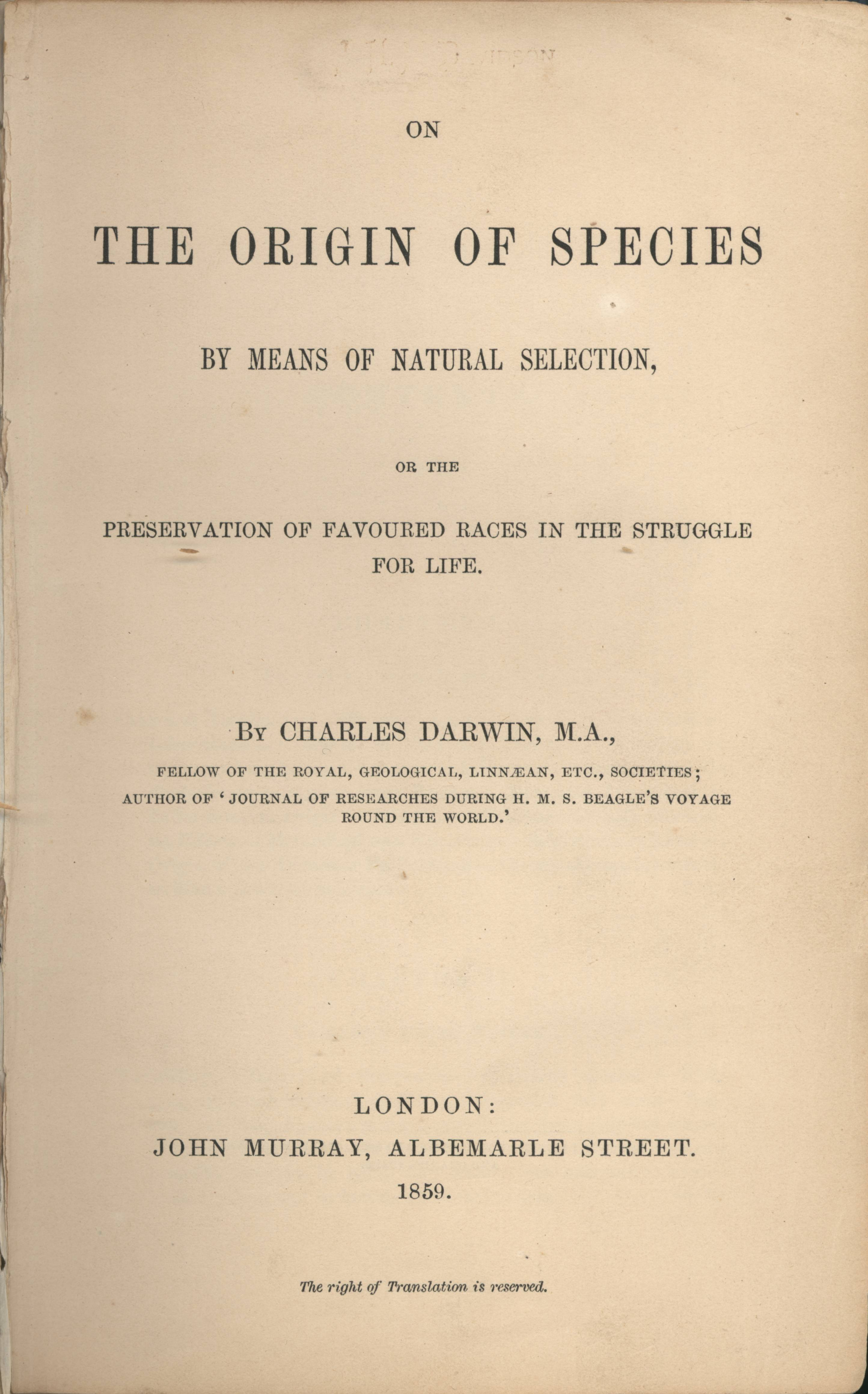
Титульная страница издания On the Origin of Species 1859 года.

Статья представляет собой список изданий книги Чарлза Дарвина «Происхождение видов» на русском языке.
Впервые такой список был опубликован в статье М.Б. Конашева и А.В. Полевого «„Происхождение видов“ Ч. Дарвина в России и СССР (к 150-летию выхода книги в свет)», опубликованной в журнале «Вопросы истории естествознания и техники» № 2 за 2009 год.
Издание научных трудов Чарлза Дарвина на русском языке было одним из основных способов ознакомления биологов и широкой читающей публики в России с эволюционной теорией Дарвина, влиявшим на восприятие этой теории.

## История
Книга Чарлза Дарвина «Происхождение видов» вышла в свет в Лондоне 26 ноября 1859 года. Первый тираж был очень быстро раскуплен. Теория Дарвина начала покорять мир. Следом вышло второе издание уже большим тиражом.
Данная книга не только радикально изменила ход развития биологии и науки в целом, но и оказала огромное влияние на мировую культуру, в том числе российскую и советскую.
Российские исследователи сразу откликнулись на выход «Происхождения видов». Степень влияния этой книги на российскую науку отражена в известном высказывании К. А. Тимирязева о России как второй родине дарвинизма, несмотря на то, что первоначальный вариант книги Дарвина на русском языке не публиковался ни разу.

### Первое появление книги в России
По мнению Ю.В. Чайковского, из-за того что в XIX веке в России мало кто читал по-английски и за английской научной литературой «следили слабовато, первые оригинальные издания „Происхождения видов“ в Россию почти не попали». Тем не менее, читающая публика познакомилась с этой книгой уже в 1860 году, но в немецком переводе. Именно немецкий перевод книги, выполненный Г.Г. Бронном, изданный в июне 1860 года, «прочли многие русские ученые и публицисты, и книга стала настольной», причем ею «продолжали пользоваться много после появления в 1864 году русского перевода». Именно этот перевод получил первое широкое распространение в России. Отличием немецкого перевода от оригинального издания являлось наличие значительных комментариев и послесловия переводчика. Кроме того, по мнению С.Л. Соболя, перевод Бронна имел ряд существенных недостатков, заключавшихся, в том числе, в том, что Бронн перевёл термин «natural selection» «по существу бессмысленным» выражением «natürliche Züchtung» (нем. Züchtung — разведение), а его возражения Дарвину были «наивны даже по тому времени».

### Первые лекции о книге в России
Уже через три месяца после первого издания книги в Англии, в январе 1860 года, профессор С.С. Куторга начал читать лекции о теории эволюции Дарвина студентам Петербургского университета. Именно на этих лекциях в сентябре 1860 года студент Климент Тимирязев впервые услышал о книге Дарвина. По словам Тимирязева, Куторга «дал трезвую и объективную оценку теории Дарвина».
В том же 1860 году в Петербурге Н.А. Северцовым была прочитана и первая публичная лекция о книге «Происхождение видов».
Первым высшим учебным заведением России, в котором читался систематический курс дарвинизма, стал Дерптский (Тартуский) университет. Курс подготовил и читал в 1869—1877 годах Георг Зейдлиц. Зейдлиц надеялся на то, что эти его лекции, читаемые пока только студентам, в начале XX века будут изучаться и в средней школе.

### Первые печатные упоминания о книге в России
Первым сообщением в русской печати о новой книге Дарвина была статья Н.Н. Страхова, опубликованная в журнале министерства народного просвещения в январе 1860 года. В данной статье Страхов разбирает отличия эволюционных теорий Бронна и Дарвина.
Также теорию Дарвина обсуждал Н. А. Северцов в своей статье «Зоологическая этнография», опубликованной в 1860 году в журнале «Русское слово».
Первая русская рецензия на книгу «Происхождение видов» была рецензией на немецкий перевод. Автором рецензии был П.Л. Лавров. Рецензия была опубликована в журнале «Отечественные записки» в феврале 1861 года. По мнению Лаврова, немецкое издание «Происхождения видов» «имеет интерес новой книги, заставляющей его чуть ли не предпочесть оригинальному изданию».
19 января 1861 года Г.А. Траутшольд читает в Императорском Московском обществе испытателей природы, а затем и печатает (на немецком языке) в «Бюллетене Императорского Московского общества испытателей природы» свой доклад, посвященный обсуждению дарвинизма по существу. В пятом издании «Происхождения видов» Дарвин ссылается на этот доклад Траутшольда.
Также теорию Дарвина обсуждал К.М. Бэр в своей статье «Какой взгляд на живую природу правильный и как применять этот взгляд в энтомологии?», опубликованной в 1861 году в «Записках Русского энтомологического общества».
Учение Дарвина упоминалось и в учебнике по геологии И.Ф. Левановского 1861 года издания.
В 1862 году в журнале «Библиотека для чтения» был напечатан перевод статьи о теории Дарвина известного швейцарского зоолога Эдуарда Клапареда, который оставался самым подробным изложением книги Дарвина на русском языке до 1864 года.
За 1859—1863 годы российское общество было широко ознакомлено с теорией Дарвина. Количество российских публикаций за эти годы сравнимо с количеством немецких и обгоняет количество французских.

### Издания в царской России
В России после революций 1848—1849 годов был ужесточён цензурный контроль. Научно-популярные статьи и книги о теории Дарвина либо полностью запрещались, либо издавались в сильно урезанном виде. По мнению цензоров, популяризация сочинений Дарвина, «несомненно, была направлена против истин христианской веры, учения и достоинства православной церкви, семейных устоев и общественной нравственности в целом». Именно цензура была тем препятствием, которое препятствовало ознакомлению с теорией Дарвина как российских научных кругов, так и широкой массы русскоязычных читателей.
Первое издание книги «Происхождение видов» на русском языке было напечатано в 1864 году. Автором перевода является С. А. Рачинский. Каким именно изданием при переводе пользовался Рачинский точно не известно. По мнению Чайковского перевод Рачинского был выполнен «безусловно, с английского, но и он испытал влияние первого немецкого перевода». То есть Рачинский переводил книгу Дарвина в интерпретации Бронна. В результате российскому читателю, не владеющему английским языком, досталась для ознакомления бронновская версия теории эволюции Дарвина. Как ни странно, перевод Рачинского был издан, а затем неоднократно переиздавался (в царской России) без каких-либо особенных препятствий со стороны правительственной цензуры. Тем не менее, первый перевод (Рачинского) так и не стал главным источником знакомства русскоязычного читателя с теорией Дарвина, таковым осталось немецкое издание в переводе Бронна. Именно версия Бронна (как немецкого издания, так и в переводе Рачинского) полагалась в России истинной теорией Дарвина до издания в 1896 году второго перевода на русском языке.
В 1864 году, сразу после выхода книги в переводе Рачинского, появились отзывы и в «толстых журналах» и в научно-популярных, в 1865 году — в сельскохозяйственных и религиозных. В 1865 году идеи Дарвина стали проникать в биологические книги — Л.П. Богданова, А.О. Ковалевского, С.А. Усова. Отзывом на идеи Дарвина можно считать и то, что в 1867 году Чарлз Дарвин был избран членом-корреспондентом Петербургской академии наук.
В 1871 году Георг Зейдлиц издал свой курс лекций отдельной книгой под названием «Теория Дарвина. Одиннадцать лекций о происхождении животных и растений путем естественного
отбора». Во введении ко второму
изданию Зейдлиц писал уже о необходимости распространении дарвинизма на антропологию, языкознание, психологию и этику. С.Л. Соболь в примечаниях к «Воспоминаниям» Ч. Дарвина отзывался о лекциях Зейдлица как об одном из лучших курсов дарвинизма.
В конце XIX века появилась потребность в новых переводах книги по двум причинам. Первой причиной явилось совершенствование эволюционной теории вообще и дарвинизма в частности (последняя, шестая версия английского издания книги «Происхождение видов» отличалась от первой значительными изменениями и добавлением примерно 30 % нового текста). Все последующие (после Рачинского) переводы на русский язык делались именно с шестого английского издания. Второй причиной стали экономические и социальные преобразования в России (начало капиталистического развития и революционного движения). Естественно-научная теория, утверждавшая, что всё развивается и развивается в прогрессивном направлении, заслужила известность и востребованность. Вслед за К. Марксом российские представители революционных политических сил осознали в учении Дарвина тот инструмент, который может и должен помочь в их борьбе.
Всего до 1917 года «Происхождение видов» издавалось в России более десяти раз (с учётом публикаций в собраниях сочинений Дарвина). Наиболее качественными и научными считаются переводы «Происхождения видов», изданные (под редакцией К. А. Тимирязева) О.Н. Поповой в 1898—1900 годах в собрании сочинений Дарвина и Ю. Лепковским в 1907—1909 годах в юбилейном «Иллюстрированном собрании сочинений Чарлза Дарвина». Текст для этих изданий был переведён самим К. А. Тимирязевым («Исторический очерк», «Введение», I, II, III, IV, V, VI, VII и XV главы), а также М. А. Мензбиром (Главы VIII, XII, XIII, XIV и часть VII), А. П. Павловым (глава X и XI) и И. А. Петровским (глава IX). Сильно уступают и по качеству переводов, и по внешнему оформлению издания М. Филиппова и В. В. Битнера.
В издание 1907 года были включены отрывок из «Записной книжки» Ч. Дарвина 1837 года и «Записка, представленная Ч. Дарвиным в Линеевское общество в 1858 г.», представлявшая собой «первый связный набросок теории, первоначальная peдaкция которого восходит к 1844 году». В переводе книги, изданном в 1907 году, принимал участие И.М. Сеченов.

### Издания в советский период
Во второй половине 30-х годов двадцатого века «Происхождение видов» в переводе Тимирязева дважды издавалось в издательстве «Сельхозгиз»: в 1935 году и 1937 году.
Помимо сопутствующих текстов, рассказывавших о работе Дарвина над его эволюционной теорией, в советские издания «Происхождения видов» включались научные вводные статьи и примечания. Собрание сочинений 1935 года было дополнено двенадцатым томом, практически «справочником по Дарвину». В этих дополнительных текстах учёными проводилось рассмотрение ситуации, в которой возникла и развивалась эволюционная теория Дарвина, подробно анализировалось её развитие. В примечаниях рассказывается история текста Дарвина, приводится взаимосвязь высказываний Дарвина с современным этим высказываниям этапом развития науки биологии, даётся информация об источниках, использованных Дарвином, а иногда даются пояснения, помогающие читателю разобраться в теории Дарвина.
Перевод под редакцией Тимирязева, являясь самым хорошим переводом царского времени, имел некоторые недостатки, в том числе, искажения и неверно подобранные русские аналоги английских терминов. В основном, эти недостатки были допущены не Тимирязевым, а другими соавторами перевода. Причины недостатков перевода могут быть объяснены «особенностями языка и терминологии конца прошлого века и тем общим отношением к переводу иностранных сочинений, которое тогда господствовало».
Поэтому новым изданиям «Происхождения видов» на русском языке в СССР предшествовала большая работа переводчиков и учёных. В новых изданиях советского периода использовался перевод, выполненный под общей редакцией Тимирязева, сверенный с английским подлинником А. Д. Некрасовым и С. Л. Соболем для издания 1937 года и заново сверенный ими же для издания 1939 года.
Перевод под редакцией Тимирязева (1907 года) был использован и при подготовке всех последующих советских изданий, включая наиболее тщательно подготовленное академическое издание 1991 года.
Из-за влияния Лысенко на советскую генетику, в 1940—1987 годах на русском языке не выходило изданий «Происхождения видов», соответствовавших бы истинно научным взглядам. Всем читателям, включая деятелей науки, учителей, студентов, школьников, приходилось довольствоваться сохранившимися в библиотеках в ограниченном количестве изданиями предыдущих лет.
Так очередное издание книги «Происхождение видов» в 1952 году оказалось откровенно слабым с научной точки зрения. Оно было снабжено «антинаучными комментариями, ссылками и сопроводительной статьей лысенковского толка».
Прекращение влияния последователей Лысенко на советскую биологическую науку и воссоздание советской генетики позволили улучшить уровень подготовки последующих изданий основного труда Дарвина. Это улучшение происходило медленно, с трудом. Запланированное ещё в начале 1960-х годов новое академическое издание «Происхождения видов» по тексту, написанному А. Л. Зеликманом (учеником И. И. Шмальгаузена), так и не было напечатано. Текст Зеликмана впоследствии нашёл применение в конце 1980-х годов при подготовке нового академического издания.
В 1987 году выходит в свет издание «Происхождение видов», специально предназначенное для учителей биологии средней школы.
Академическое издание 1991 года было подготовлено коллективом авторов. В данном издании был использован подготовленный ещё в 1960-е годы текст Зеликмана. В авторском коллективе участвовали как биологи, так и историки (специалисты по Дарвину). Перевод был повторно выверен по английскому изданию Ф. И. Кричевской, Я. М. Галлом, Я. И. Старобогатовым и А. Л. Тахтаджяном. Русский текст был приведён в соответствие с требованиями к научным переводам. Была восстановлена «дарвиновская» терминология. Издание вышло практически в момент распада СССР.
В советский период книга «Происхождение видов» была опубликована на русском языке семь раз, включая две публикации в собраниях сочинений Дарвина.

### Издания в постсоветский период
В 2001 году было переиздано академическое издание 1991 года.
В 2003 году было выпущено издание, основывавшееся на переводе под редакцией Тимирязева 1907 года. Данное издание по своему научному уровню хуже и изданий 1991 и 2001 годов и издания 1907 года. В него не был включён ряд важных дополнительных текстов редактора Тимирязева. Только «Краткий очерк жизни Дарвина», написанный К. А. Тимирязевым, сохранился в новом издании. Вместо текстов Тимирязева издание снабжено примечаниями Т. Репиной и A. C. Раутиана (профессора МГУ), в которых лишь «разъясняются термины специальные, малопонятные читателю популярной серии или вышедшие из употребления».
Научно-популярные издания «Происхождения видов» в постсоветское время не выпускались.

### Тиражи
Сравнение тиражей изданий «Происхождения видов» Дарвина и литературы о теории Дарвина в России и СССР позволяет (с некоторыми оговорками) определять востребованность биологической науки в тот или иной временной период.
Общий тираж девяти изданий «Происхождения видов» 1864—1910 годов составил 30 000—35 000 экземпляров. Общий тираж четырёх изданий 1926—1937 годов составил 79 200 экземпляров. Тираж издания 1991 года составил 11 000 экземпляров. Тиражи 2001 и 2003 года составили 1000 экземпляров каждый.
Некоторое время «Основы дарвинизма» были обязательным отдельным предметом в средних школах СССР. Второе издание учебника Е.А. Веселова по этому предмету было выпущено тиражом 1 000 000 экземпляров.

## Список изданий
| Год издания | Автор (авторы) перевода                                        | Наименование книги в переводе | Подробности об издании | Издательство (издатель)                     |
| ----------- | -------------------------------------------------------------- | --- | --- | ------------------------------------------- |
| 1864        | С. А. Рачинский                                                | О происхождении видов в царствах животном и растительном путем естественного подбора родичей или о сохранении усовершенствованных пород в борьбе за существование | xiv, 399 c. | СПб.: А. И. Глазунов                        |
| 1865        | С. А. Рачинский                                                | О происхождении видов в царствах животном и растительном путем естественного подбора родичей или о сохранении усовершенствованных пород в борьбе за существование | 2-е издание, xiv , 399 c. | СПб.: А. И. Глазунов                        |
| 1868        | В. Ковалевский (с согласия и при содействии автора)            | Происхождение видов. Отд. 1. Изменения животных и растений вследствие приручения. Прирученные животные и возделанные растения                                     | под редакцией И. М. Сеченова. ботаническая часть под редакцией А. Герда В 2 томах. | СПб.: Типография Ф. С. Сушинскаго           |
| 1873        | С. А. Рачинский                                                | О происхождении видов в царствах животном и растительном путем естественного подбора родичей или о сохранении усовершенствованных пород в борьбе за существование | 3-е издание, исправленное, xvi , 380 c. | СПб.: А. И. Глазунов                        |
| 1895—1896   | М. Филиппов                                                    | Происхождение видов путем естественного подбора или сохранение благоприятствуемых пород в борьбе за жизнь                                                         | "Бесплатное приложение к журналу «Научное обозрение» в 3-х выпусках. 1-й том Собрания сочинений Ч. Дарвина, издаваемого редакцией «Научного обозрения». x, 327 с. | СПб.: Паровая скоропечатня А. Пороховщикова |
| 1896        | К. А. Тимирязев                                                | Происхождение видов путем естественного отбора или сохранение избранных пород в борьбе за жизнь                                                                   | Сочинения Чарльза Дарвина. Полные переводы, проверенные по последним англ. изд. Т. 1. Ч. 2. xii, 327 с | СПб.: Издательство О. Н. Поповой            |
| 1897        | А. Трачевская                                                  | Происхождение видов. В изложении Анны Трачевской | xxv, 337 c. | СПб.: О. К. Нотович                         |
| 1898        | К. А. Тимирязев                                                | Происхождение видов путем естественного отбора или сохранение избранных пород в борьбе за жизнь                                                                   | Собрание сочинений в четырёх томах. Изд. 2-е. Т. 1. 662 c. | СПб.: Издательство О. Н. Поповой            |
| 1907        | К. А. Тимирязев                                                | Происхождение видов путем естественного отбора или сохранение избранных пород в борьбе за жизнь                                                                   | Иллюстрированное собрание сочинений Чарлза Дарвина. В 8-ми томах. Т. I / Полный пер. с последнего (6-го) англ. изд.; пер., пред. и ред. К. А. Тимирязева. С. 54-430 | М.: Издание Ю. Лепковскаго                  |
| 1909        | М. Филиппов                                                    | Происхождение видов путем естественного подбора или сохранение благоприятствуемых пород в борьбе за жизнь                                                         | Полный пер. с последнего (6-го) англ. изд. а. 2-е изд. 402 с. | СПб.: В. И. Губинский                       |
| 1910        | А. А. Николаев                                                 | О происхождении видов путем естественного подбора | под редакцией В. В. Битнера. Собрание сочинений в шести томах. Том 4. 525 с. | СПб.: «Вестник Знания»                      |
| 1926        | К. А. Тимирязев, И. А. Петровский, М. А. Мензбир и др.         | Происхождение видов путем естественного отбора или сохранение избранных пород в борьбе за жизнь                                                                   | Полное собрание сочинений / Под ред. проф. М. А. Мензбира. — В 4-х т. 1925—1929. Т. 1. Кн. 2: С прил. ст. проф. М. А. Мензбира «Первые 65 лет в истории теории подбора», 426 с. | М.; Л.: Госиздат                            |
| 1929        | необходимо уточнить                                            | Происхождение видов путем естественного отбора | «Происхождение видов путем естественного отбора», «Происхождение человека». (Избранные места) / С биографией и вступ. статьей старш. ассистента Ленингр. с.-хоз. ин-та и лектора Ком. ун-та М. И. Виноградова. (На обложке только серийное загл. «Классики мировой литературы». [Ежемесячное приложение к журн. «Вестник знания»]), 62 с. | Л.: Изд-во «П. П. Сойкин», тип. ЛСПО        |
| 1935        | К. А. Тимирязев                                                | Происхождение видов | под общ. ред. Н. И. Вавилова. 630 с. | М.; Л.: Сельхозгиз                          |
| 1937        | К. А. Тимирязев                                                | Происхождение видов | под общ. ред. Н. И. Вавилова и Б. Л. Комарова. 608 с. | М.; Л.: Сельхозгиз                          |
| 1937        | К. А. Тимирязев, М. А. Мензбир, А. П. Павлов, И. А. Петровский | Происхождение видов | вст. ст. К. А. Тимирязева. lxiv, 762 с. | М.; Л.: Наркомздрав СССР-Биомедгиз          |
| 1939        | необходимо уточнить                                            | Происхождение видов | Собр. соч.: В 9-ти т. Т. 3. С. 253—680. | М.; Л.: Изд-во АН СССР                      |
| 1952        | К. А. Тимирязев                                                | Происхождение видов | Пер. и ввод. ст. К. А. Тимирязева, вст. ст. и общ. ред. Ф. А. Дворянкина. 484 с. | М.: Сельхозгиз                              |
| 1987        | необходимо уточнить                                            | Происхождение видов путем естественного отбора: Кн. для учителя                                                                                                   | Коммент. А. В. Яблокова, Б. М. Медникова. 383 с. | М.: Просвещение                             |
| 1991        | необходимо уточнить                                            | Происхождение видов путем естественного отбора, или сохранение благоприятных рас в борьбе за жизнь                                                                | Пер. с 6-го изд. [Лондон, 1872] / Изд. подг. Я. М. Галл, отв. ред. А.Л. Тахтаджян. [Статьи А.В. Яблокова и др.; АН СССР]. 539 с. | СПб.: Наука. Санкт-Петербург. отд-ние       |
| 2001        | необходимо уточнить                                            | Происхождение видов путем естественного отбора или сохранение благоприятных рас в борьбе за жизнь                                                                 | Пер. с 6-го [англ.] изд. [Лондон, 1872] / Чарлз Дарвин; Отв. ред. акад. А. Л. Тахтаджян; [Коммент. Я. М. Галла, Я. И. Старобогатова; Рос. акад. наук]. — 2-е изд., доп. 568 с. В кн. также Смена эволюционных концепций в раннем творчестве Ч. Дарвина; К истории создания «Происхождения видов» / Я. М. Галл. Зарождение теории естественного отбора в Записных книжках Ч. Дарвина / А.В. Яблоков. Дарвин и современная теория эволюции / А. Л. Тахтаджян. | СПб.: Наука                                 |
| 2003        | К. А. Тимирязев                                                | Происхождение видов путем естественного отбора | Пер. с 6-го англ. изд. К. А. Тимирязева и др.; заключ. ст. К. А. Тимирязева; прим. А. С. Раутиана. 494 с. | М.: Тайдекс Кё                              |